# サーフコースター リヴァイアサン
サーフコースター リヴァイアサン（サーフコースター、SURFCOASTER LEVIATHAN)　は、　神奈川県横浜市金沢区八景島にある、横浜・八景島シーパラダイスに存在するローラーコースター型のアトラクション。

## 解説
日本に唯一現存する、コースの一部が海上にあるコースターである。コース中には渦潮をイメージした水平旋回が多く設置されている。設計・施工を行ったのは富士急ハイランドの「キング・オブ・コースターFUJIYAMA」や、よみうりランドの「バンデット」を手掛けたトーゴであり、これら3機種を合わせて「トーゴ3大傑作」と呼ばれる。
開業当初から2013年までは「サーフコースター」という名前であったが、2014年3月に新車両「BLADE（ブレイド）」の導入と共に「サーフコースター リヴァイアサン」にリニューアルされた。現代によみがえった海の魔物「リヴァイアサン」を新型車両BLADEに乗り込み戦うという設定がついた。リニューアル前は肩まで覆うハーネス型の安全バーだったが、新車両では腹部を押さえるタイプになった。なお、新車両は株式会社トーゴサービスが製造した。
夏になると15メートルの水が吹き上がるキャノンが3か所設置される「リヴァイアサンモード」になる。
上述の設定から、ホームにて出発時に「健闘を祈る。打倒リヴァイアサン」とアナウンスされる。夜にはホームが紫色になり、コースもライトアップされる。
以前は乗車中に写真が撮られ、買うことができるいわゆる「フォトショップ」があったが現在は終了、車両が光るライトニングリヴァイアサンもあったがこちらも終了している。
2019年8月4日、ホームに戻ってきた車両が待機中の車両に衝突する事故が発生。戻ってきた車両の先頭に乗っていた乗客2名が軽症を負った。ブレーキの不調が原因とみられている。この事故で暫く運休していたが、2020年6月に新型コロナウイルスの影響で休業していた八景島の再開と共にサーフコースター リヴァイアサンも運行を再開した。
2022年8月27日、車両が停止する際に手すりから手を滑らせ、30代男性が安全バーに胸骨を圧迫、骨折する事故が発生した。当時は走行中に水しぶきが上がるイベントを開催中であり、手すりが濡れていた事が原因とみられている。